# Thomas Dorn
Pour les articles homonymes, voir Dorn.
Thomas Dorn, né en 1962 à Neuss, Allemagne, est un photographe et artiste contemporain allemand qui partage sa vie entre Genève, Cologne et Paris.
Il a traversé l'Afrique, une vingtaine de pays parcourus à pied, en train, en taxi et par tous les moyens imaginables.
Il en a rapporté un livre-culte "Houn-Noukoun", Tambours et Visages.
Il est également connu pour son travail avec des maisons de disques reconnues pour des pochettes de disques world, jazz et variété.
En 2008 est sorti son livre "Kumbh Mela" en collaboration avec Ilija Trojanow.
Son projet actuel met en scène le yoga et l'art avec l'artiste yogini Isabelle Derigo.
Il est membre de l'agence LAIF à Cologne.

## Livres
- Le Monde d'Oumou Sy (Association Suisse-Afrique Design, Genève 2010)
- Kumbh Mela (Frederking & Thaler, Munich, 2008)
- Femmes des Antilles, traces et voix (Éditions Stock, Paris, 1998)
- Houn-Noukoun, Gesichter und Rhythmen Afrikas (Marino Verlag, Munich, 1997)
- Houn-Noukoun, Tambours et Visages (Éditions Florent-Massot, Paris, 1996)

## Pochettes de disque
- John McLaughlin, Carla Bley, Liberation Music Orchestra, Andy Scisco, Richard Galliano, Femi Kuti, Tinariwen, Jean-Jacques Milteau, Gérald de Palmas, Hadouk Trio, Bassekou Kouyate, Baptiste Trotignon, Didier Lockwood, Angélique Ionatos, Rabih Abou-Khalil, Mathias Duplessy trio, Sylvain Luc, Las Hermanas Faez, Emmanuel Bex, Daniel Mille, Huong Thanh, Terri Lyne Carrington, etc.

## Expositions
- Espace Guillaume Expo, Paris (2008)
- Fondation Blachère, Apt (2008)
- Galerie Davel 14, Cully (2007)
- Museum für Kunst und Gewerbe, Hambourg (2006)
- Schloss Wolfsburg, Wolfsburg (2005)
- Maison de la Photographie, Hanovre (2004)
- Images d'Afrique, Montréal (2001)
- Au Sud des Suds, Marseille (2001)
- Parlement de la Hesse, Wiesbaden (2001)
- Expo 2000, Hanovre (2000)
- Lange Nacht der Museen, HDKW, Berlin (1999)
- Dialaw Danse, Dakar (2001)
- Goethe Institut: Dakar, Lisbonne, Montréal, Ferrara, Amsterdam, Mumbai (1998 à 2001)
- Copenhagen International Theatre, Copenhague (2000)
- Musée des Beaux Arts, Caen (1998)
- Le Volcan, Le Havre (1998)
- Magazzini Ferroviari Lolli, Palerme (1998)
- Couleur Lomé, Bruxelles (1998)
- Centre International de la VHS, Duisburg (1998)
- Maison de la Photographie, Hanovre (1998)
- Goethe Institut: Yaounde, Abidjan, Accra, Dakar, Lomé, Lagos (1997)
- Afrika Festival, Wurzburg (1997)
- Le Rayon Vert, Saint Valery en Caux (1997)
- Galerie Bellint, Paris (1996)
- Rautenstrauch-Joest-Museum, Cologne (1996)
- Images of Africa, Copenhague (1996)
- Grande Halle de la Villette, Paris (1995)
- Haus der Kulturen der Welt, Berlin (1994)
- Festival Afro-Project, Würzburg (1993)
- Visionen, Stadttheater, Duisburg (1993)
- La Galerie, Paris (1990)
- Photoszene, Cologne (1989/1988)